# Estée Lauder
Estée Lauder, nata Josephine Esther Mentzer (Queens, 1º luglio 1908 – Manhattan, 24 aprile 2004), è stata un'imprenditrice statunitense, e l'unica donna ad essere comparsa nella lista delle 20 persone più influenti nell'economia del ventesimo secolo, stilata dal Time nel 1998, ed è stata investita dalla medaglia presidenziale della libertà (23 giugno 2004).

## Biografia
Figlia di genitori di origini ebraico ungheresi, fin dall'infanzia fu attratta dal settore della bellezza, e persuasa da un suo zio che produceva cosmetici decise di sfruttare le sue capacità comunicative per iniziare a vendere questi prodotti presso alcuni saloni di bellezza e hotel. Nel 1930, in seguito al matrimonio con Joseph Lauder, Estèe aprì un punto vendita a New York nel quale lanciò una tecnica di vendita innovativa chiamata "talk and touch", consistente nel promuovere i prodotti applicandoli direttamente sul viso dei clienti. Inoltre decise di regalare un campioncino di prodotto per ogni acquisto fatto, adottando così una strategia di marketing mai vista prima. La coppia, dopo aver avuto il figlio Leonard, divorziò nel 1939, ma si riconcilieranno e si risposeranno nel 1942, e avranno un altro figlio, Ronald (futuro presidente del Congresso ebraico mondiale), per poi restare legati fino alla morte di lui nel 1982.
Nel 1935 la coppia avviò Estée Lauder Companies, pionieristica azienda per la produzione di cosmetici e profumi, del quale il direttore è stato Leonard Lauder fino al 2025 anno della sua scomparsa, primogenito di Estée e Joseph.
Estée morì nella propria residenza a Manhattan per arresto cardiaco pochi mesi prima di compiere 96 anni.